# Supermarine Walrus
O Supermarine Walrus (trad. do inglês Morsa) originalmente conhecido como Supermarine Seagull V (trad. do inglês Gaivota) foi um hidroavião e avião anfíbio monomotor biplano para reconhecimento aéreo da frota embarcado em porta-aviões do Reino Unido, desenvolvido pelo engenheiro aeronáutico R. J. Mitchell e que realizou seu primeiro voo no dia 21 de junho de 1933. Ele foi operado pela Fleet Air Arm (FAA), e também serviu com a Força Aérea Real (RAF), a Força Aérea Real Australiana (RAAF), a Marinha Real da Nova Zelândia (RNZN) e a Força Aérea Real da Nova Zelândia (RNZAF). Ela foi a primeira aeronave incorporada a um esquadrão de serviço britânico que possuía trem de pouso totalmente retrátil e acomodações fechadas em uma fuselagem toda em metal.
Designado para uso com a frota local para ser lançado por catapulta de cruzadores e cruzadores de batalha. O Walrus foi depois empregado em outros tipos de missões, sendo a mais notável o emprego como aeronave de salvamento. Continuou o serviço após a Segunda Guerra Mundial.

## Desenvolvimento

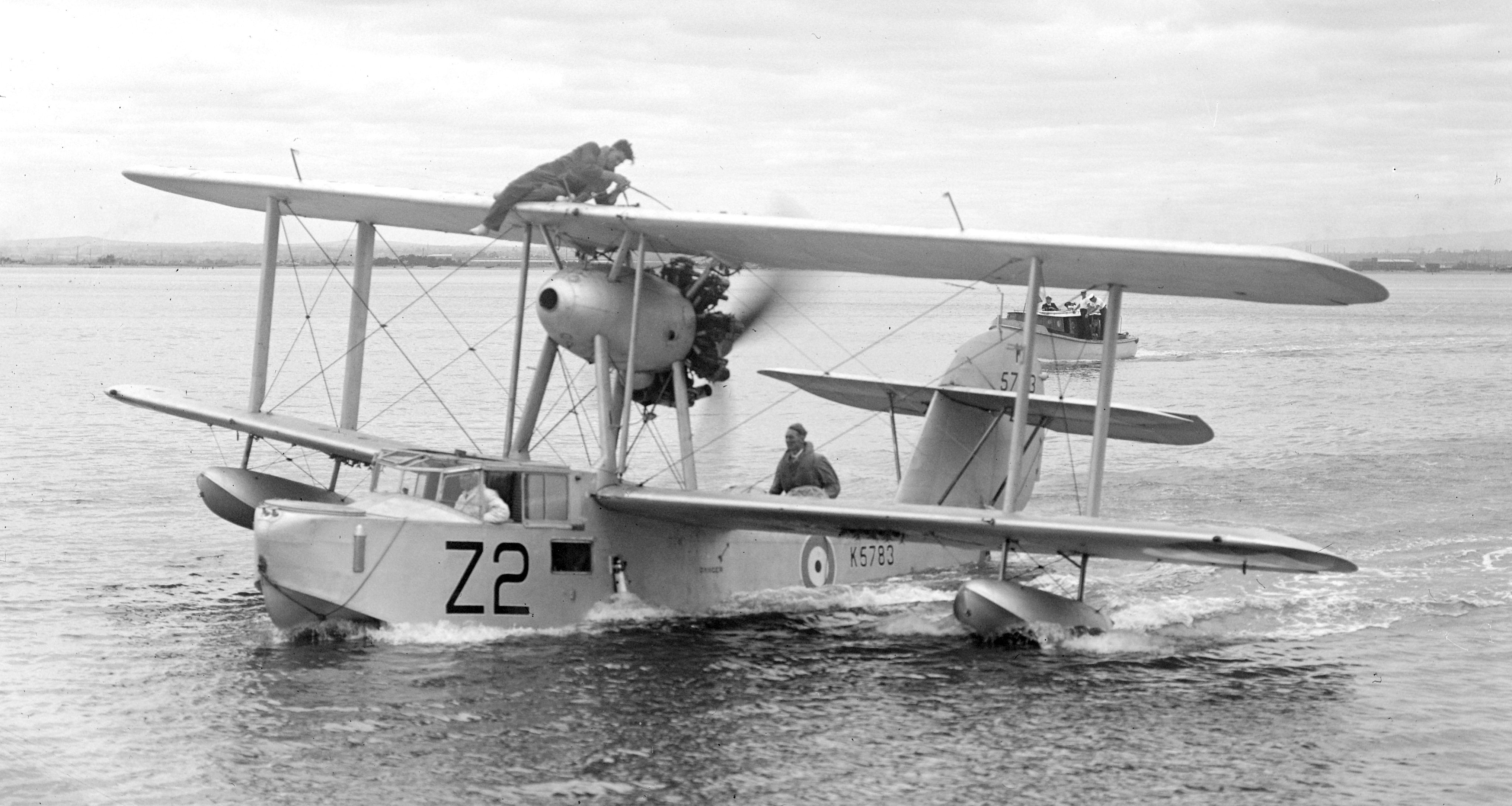
Supermarine Walrus I foto tirada entre 1937 e 1939.

O Walrus foi um desenvolvimento particular da Supermarine Aviation Works em resposta a uma especificação emitida pela Força Aérea Real Australiana em 1929 para uma aeronave que fosse lançada de catapulta de cruzadores, ela foi denominada inicialmente de Seagull V, embora só se assemelhava ao modelo anterior o Supermarine Seagull III em seu layout geral. A construção iniciou-se em 1930 mas o comprometimento da Supermarine com outros projetos fez com que a aeronave ficasse pronta somente em 1933.
O seu casco de passo simples foi construído de uma liga de alumínio, com aço inoxidável forjadas para o contato com a catapulta e as guarnições. A construção em metal foi escolhida devido a experiência obtida que em locais tropicais a estrutura de madeira deteriora-se mais rapidamente. As asas, possuíam longarinas em aço inoxidável e nervuras em madeira cobertas em tecido. As asas inferiores foram montadas acima da fuselagem com os estabilizadores de flutuação abaixo de cada lado. Os profundores foram instalados altos na cauda e sustentados por montantes em "N". As asas também podem ser dobradas quando não estiverem em uso a bordo das embarcações, dando um comprimento de estiva de 5,33 m (17,5 ft). O único motor a pistão Pegasus II M2 radial de 620 hp (462 kW) foi montado na traseira em uma nacela acima das asas inferiores sustentado por quatro montantes na seção central antes da asa superior. Era propelido por quatro hélices de madeira, um quadripá, em configuração propulsora. A nacela do motor continha o tanque de óleo em volta da entrada de ar na frente da nacela agindo como um radiador para o óleo, um radiador extra também está instalado à estibordo do motor. Os dois tanques de combustível eram montados nas asas superiores. Esta configuração com motor propulsor garantia vantagem ao modelo como a isenção do spray lançado nas janelas em operações na água. Também era vantajoso ter a aérea fontal livre para as operações da tripulação. O motor foi montado com deslocamento à estibordo em três graus para agir contra a tendencia da aeronave guinar devido as desigualdades de forças no leme causadas pelo vórtex das hélices.
O armamento consistia em duas metralhadoras Vickers K de calibre .303 (7,7 mm (0,303 in)), sendo uma em cada posição aberta no nariz e mais uma na traseira da fuselagem; com provisões para levar bombas ou cargas de profundidade montadas abaixo das asas inferiores. Como os barcos o Walrus levava a bordo equipamentos marítimos para uso na água como uma âncora, cabos de reboque e amarração, drogues e um croque.
A Força Aérea Real Australiana encomendou 24 exemplares do Seagull V em 1933, estes sendo entregues a partir de 1935. Estas aeronaves diferenciavam do protótipo por terem slats automáticos instalados nas asas superiores. Esta encomenda foi seguida de um pedido para 12 aeronaves feito pela Força Aérea Real em maio de 1935, com a primeira aeronave de produção voando em 12 de março de 1936. No serviço com a RAF o tipo recebeu o nome de Walrus. A motorização foi alterada em 1937 para um motor a pistão radial Pegasus VI de 750 hp (559 kW).
Tendo a produção alcançado um total de 740 unidades com modificações pequenas em comparação com o protótipo, as três maiores variantes foram o Seagull V, o Walrus I e o Walrus II. Os Marks II foram todos produzidos pela Saunders-Roe e o primeiro protótipo voando em maio de 1940. Esta variante possuía o casco todo em madeira que o tornava mais pesado mas mesmo assim tinha vantagens de usar menos metais que estavam em falta na época da guerra. A Saunders-Roe ainda construiu sob licença 270 Marks I além dos 191 Marks II com casco de madeira.
O sucessor do Walrus foi o Supermarine Sea Otter - similar mas com design mais robusto. Estes nunca conseguiram suplantar os Walrus completamente. O Walrus era conhecido carinhosamente como "Shagbat" (algo como Morcego de pelúcia) ou algumas vezes como "Steam-pigeon" (algo como Pombo a vapor).

## História operacional

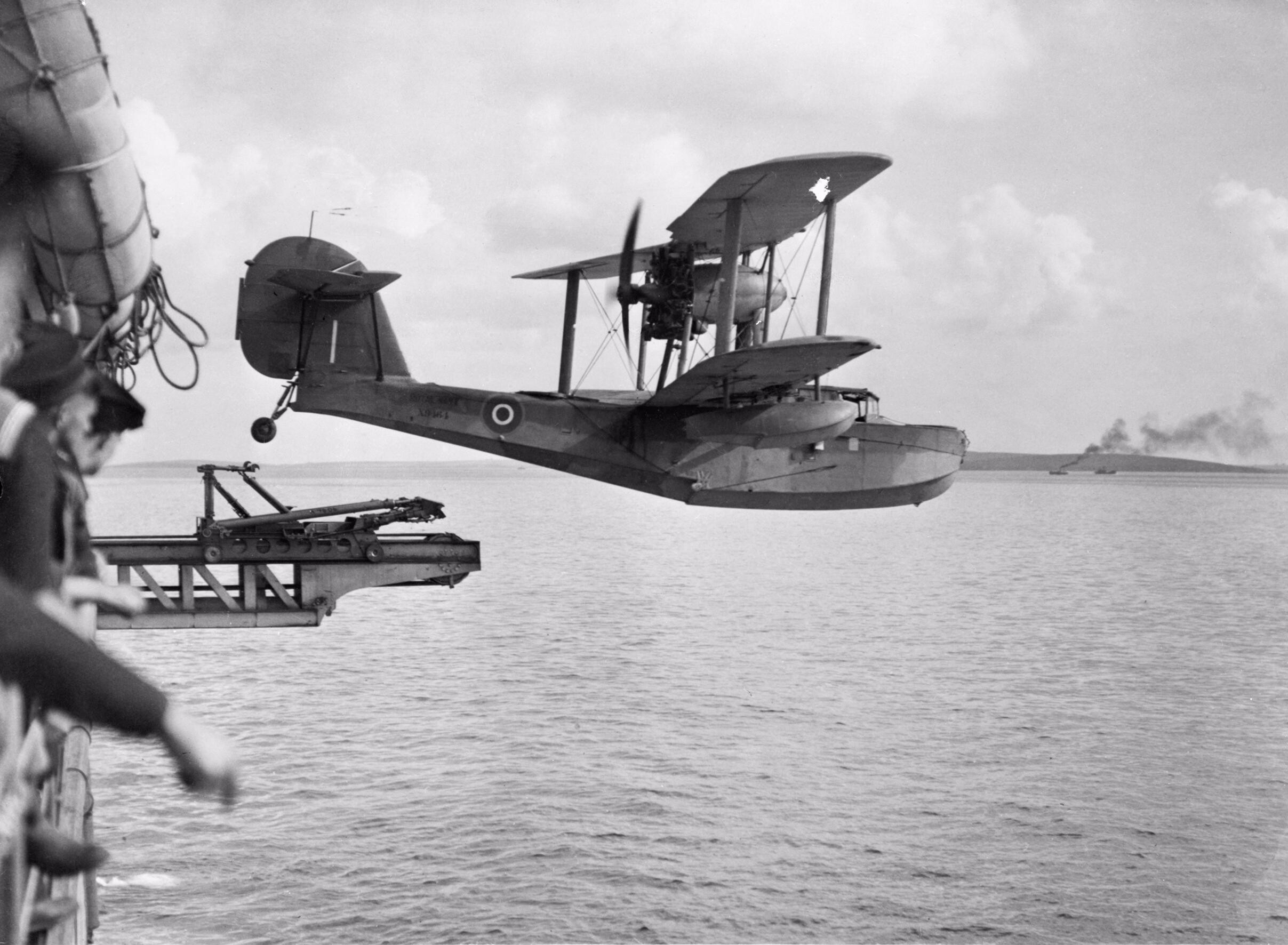
Walrus sendo lançado de catapulta do HMS Bermuda, 1943.

O primeiro Seagull V, A2-1, foi entregue à Força Aérea Real Australiana em 1935, com o último, A2-24, sendo enviado em 1937. O tipo serviu a bordo dos navios Australia, Canberra, Sydney, Perth e Hobart.
A Força Aérea Real teve as entregas do Walrus iniciadas em 1936 sendo o primeiro exemplar entregue para a Divisão Nova Zelândia da Marinha Real, comissionado no Achilles um cruzador leve da classe Classe Leander que levava um Walrus cada. A classe Town levando dois Walrus durante a parte inicial da guerra, os Walrus também equiparam as Classes York e County. Alguns cruzadores de batalha também levaram os Walrus como o Warspite e o Rodney, assim como o monitor Terror e o porta-hidroaviões Albatross.
Com o início da Segunda Guerra Mundial o Walrus foi usado em larga escala. Embora o seu principal uso pretendido fosse o de reconhecimento do inimigo para a artilharia naval, isto ocorrendo somente duas vezes na Batalha do Cabo Spartivento e na Batalha do Cabo Matapão.
A partir de 1943 o uso de catapultas nos cruzadores e cruzadores de batalha ficaram obsoletos, mas o serviço dos Walrus continuou a bordo dos porta-aviões, mas agora com um novo propósito, a busca e salvamento e para comunicações gerais.

### Salvamento aeronaval

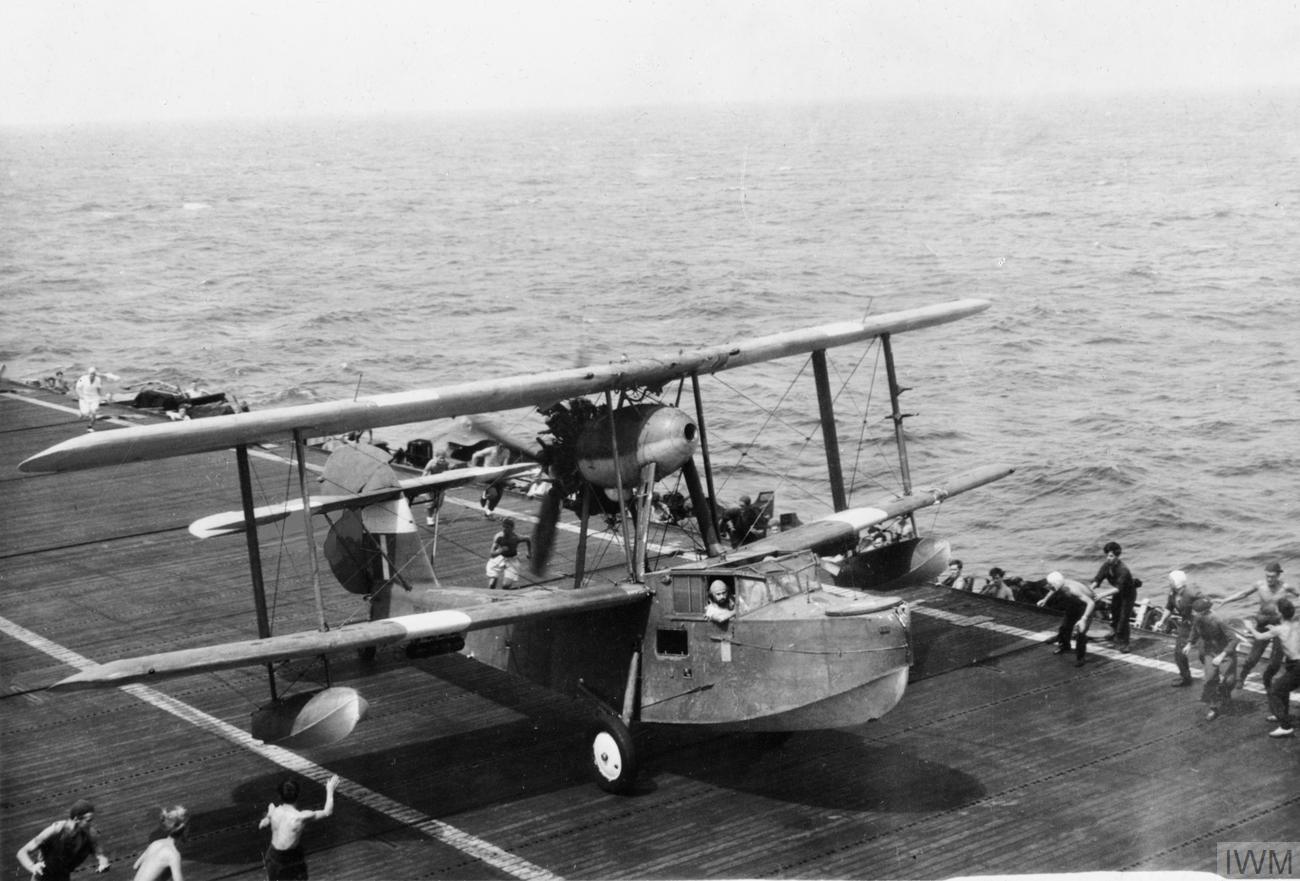
Walrus aterrissando em um porta-aviões da Marinha Real após o resgate sob fogo japonês de um piloto que foi abatido.

Os Walrus foram utilizados para resgate aeronaval da frota sendo empregado tanto pela Marinha Real como pela Força Aérea Real. O esquadrão especialista nesta função foi a Força de Busca e Salvamento da Força Aérea Real que utilizou uma grande variedade de aeronaves, como Spitfires e Boulton Paul Defiants para patrulha por tripulantes abatidos, Avro Anson para lançar suprimentos e botes, e os Walrus para resgatar da água os tripulantes sobreviventes. Os esquadrões de salvamento aeronaval foram dispostos para cobrir as águas em volta da Grã-Bretanha, o Mar mediterrâneo e a Baía de Bengal. Mais de mil tripulantes aéreos abatidos foram resgatados pela aeronave sendo o Esquadrão N.° 277 da RAF o que mais resgatou com um total de 598 resgatados.

### Uso experimental
Dois Walrus foram usados no final de 1939 para testes com radar ASV (Air to Surface Vessel), as antenas dipolo foram montadas à frente dos montantes das asas. Em 1940 um Walrus foi equipado com um canhão Oerlikon 20 mm, para contramedidas sobre os E-boats. Contudo os Walrus provaram ser uma plataforma instável para disparos pois o flash dos disparos cegava o piloto, e a ideia não prosseguiu.

### Outros usos
Três Walrus foram entregues para o Corpo Aéreo Irlandês em 3 de março de 1939 e usados como patrulha marítima durante a "A Emergência" na época da Segunda Guerra Mundial.
Depois da guerra alguns Walrus continuaram em serviço militar limitado com a Grã-Bretanha e outras marinhas. Oito unidades foram usadas pela Argentina, dois no cruzador La Argentina até o final de 1958. Outras aeronaves foram usadas para treinamento com a Marinha Francesa na Aviation navale.

### Uso civil
O modelo também teve uso civil, com companhias baleeiras que atuavam na Antártida, na United Whalers estava comissionado no navio fábrica FF Balaena que possuía uma catapulta. Outra companhia baleeira dos Países Baixos adquiriu o modelo mas nunca os usou.
Quatro aeronaves foram compradas pela companhia aérea Amphibious Airways em Rabaul, Papua-Nova Guiné. Licenciadas para transportar até dez passageiros, foram usadas para fretamento e trabalho de ambulância aérea, permanecendo no serviço até 1954.

## Variantes
- Seagull V - versão original com casco de metal.
- Walrus I - versão com casco de metal.
- Walrus II - versão com casco de madeira.

## Operadores

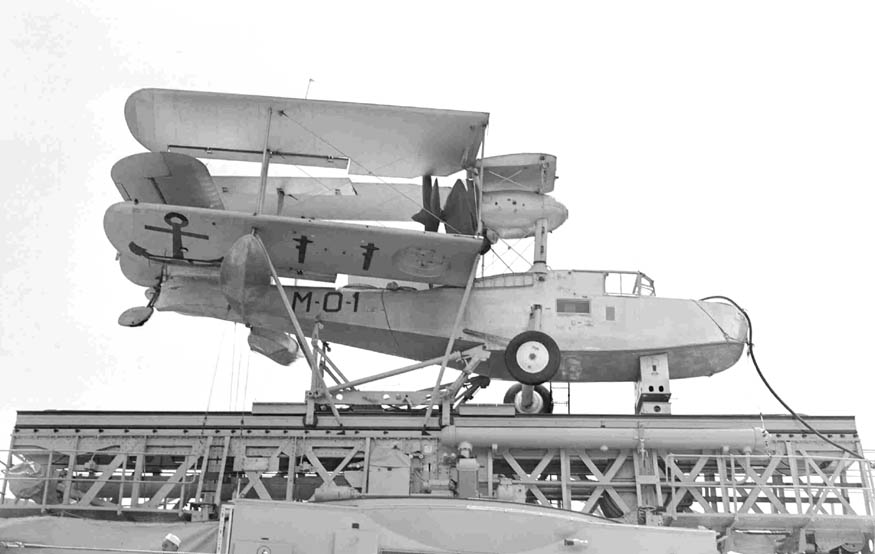
Um Walrus Mk-IV na catapulta do cruzador La Argentina com as asas dobradas. c.1940.

Militares
- Argentina
- Austrália
- Canadá
- Egito
- França
- Irlanda
- Nova Zelândia
- Reino Unido
- Turquia
- União Soviética

Civis
- Austrália
- Canadá
- Noruega
- Países Baixos
- Reino Unido